# Sheringham
Sheringham är en by och en civil parish i North Norfolk, Norfolk, England. Orten hade 7 143 invånare 2001. Den har en kyrka.